# Bakersfield (stacja kolejowa)
Bakersfield – stacja kolejowa w Bakersfield, w Kalifornii, w Stanach Zjednoczonych. Jest południowym końcem trasy San Joaquin obsługiwanego przez Amtrak California. Stacja otwarta została uroczyście w dniu 4 lipca 2000 roku. Posiada 770 m² powierzchni, 2 perony oraz 14 zatok autobusowych.
Oryginalnym operatorem połączenia kolejowego na tej linii był Atchison, Topeka and Santa Fe. Ich stacja znajdowała się na skrzyżowaniu 15th Street i M Street (około 0,9 km na zachód). Została zbudowana w 1899 i rozebrana w 1972 roku. Pociągi Santa Fe obsługujące stację obejmowało San Francisco Chief Golden Gate. Począwszy od 1974 roku, Amtrak operował z tymczasowego dworca w tym miejscu, do czasu kiedy wybudowano obecną stację.